# تیوادار مونوشتوری
تیوادار مونوشتوری (مجاری: Tivadar Monostori; ۲۴ اوت ۱۹۳۶ – ۱۸ مارس ۲۰۱۴) بازیکن و مربی فوتبال اهل مجارستان بود.
وی همچنین در تیم ملی فوتبال مجارستان بازی کرده‌است.